# Corydon, Iowa
Corydon är administrativ huvudort i Wayne County i Iowa. Orten har fått sitt namn efter Corydon, Indiana. Vid 2010 års folkräkning hade Corydon 1 585 invånare.

## Kända personer från Corydon
- Karl M. Le Compte, politiker